# Vuelta a Colombia 1983
La 33.ª edición de la Vuelta a Colombia (patrocinada como: Vuelta a Colombia Colmena - "Integramos el equipo de la paz") tuvo lugar entre el 31 de mayo y el 12 de junio de 1983. El santandereano Alfonso Flórez Ortiz del equipo Varta Nacional A se coronó campeón con un tiempo de 42 h, 31 min y 0 s. 

## Equipos participantes
| Equipo                                         | Categoría  |
| ---------------------------------------------- | ---------- |
| Ahorros Banco de Colombia                      | Aficionado |
| Canada Dry A                                   | Aficionado |
| Canada Dry B                                   | Aficionado |
| Colmena-Mavic Francia                          | Aficionado |
| Guatemala-Tejidos Dicarlon-SAM                 | Aficionado |
| Huila                                          | Aficionado |
| Leche La Gran Vía-Isla San Pedro de Aquitania  | Aficionado |
| Licorera-Lotería de Santander                  | Aficionado |
| Lotería de Boyacá                              | Aficionado |
| Mixto Boyacá-Bogotá-Atlántico-Norte            | Aficionado |
| Mixto Cundinamarca                             | Aficionado |
| Mixto Leche Gran Via-San Pedro Aquitania-Valle | Aficionado |
| Nariño                                         | Aficionado |
| Varta Caldas                                   | Aficionado |
| Varta Nacional A                               | Aficionado |
| Varta Nacional B                               | Aficionado |

## Etapas[1]
| Etapa      | Fecha       | Recorrido                | Distancia (km)     | Ganador                  | Líder                |                    |
| ---------- | ----------- | ------------------------ | ------------------ | ------------------------ | -------------------- | ------------------ |
| 1.ª etapa  | 31 de mayo  | Cartagena - Barranquilla | 137                | Edison Arias             | Edison Arias         |                    |
| 2.ª etapa  | 1 de junio  | Barranquilla - Ciénaga   | 60 (CRE)           | Canada Dry A             | Edison Arias         |                    |
| 3.ª etapa  | 1 de junio  | Ciénaga - Fundación      | 68                 | Fabio Acevedo            | Edison Arias         |                    |
| 4.ª etapa  | 2 de junio  | Aguachica - Bucaramanga  | 170                | Luis Carlos Manrique     | Alfonso Flórez Ortiz |                    |
| 5.ª etapa  | 3 de junio  | Bucaramanga - El Socorro | 125                | Manuel Ignacio Gutiérrez | Alfonso Flórez Ortiz |                    |
| 6.ª etapa  | 4 de junio  | Moniquirá - Sogamoso     | 132                | Óscar Iván Carvajal      | Alfonso Flórez Ortiz |                    |
| 7.ª etapa  | 5 de junio  | Duitama - Bogotá         | 195                | Manuel Ignacio Gutiérrez | Alfonso Flórez Ortiz |                    |
|            | 6 de junio  | Descanso en Bogotá       | Descanso en Bogotá | Descanso en Bogotá       | Descanso en Bogotá   | Descanso en Bogotá |
| 8.ª etapa  | 7 de junio  | Chusacá - Ibagué         | 185                | Carlos Emiro Gutiérrez   | Alfonso Flórez Ortiz |                    |
| 9.ª etapa  | 8 de junio  | Ibagué - Armenia         | 88                 | Luis Herrera             | Alfonso Flórez Ortiz |                    |
| 10.ª etapa | 9 de junio  | Caicedonia - Cali        | 171                | Antonio Agudelo          | Alfonso Flórez Ortiz |                    |
| 11.ª etapa | 10 de junio | Palmira - Guacarí        | 28 (CRI)           | Rogelio Arango           | Alfonso Flórez Ortiz |                    |
| 12.ª etapa | 10 de junio | Buga - Pereira           | 143                | Edison Arias             | Alfonso Flórez Ortiz |                    |
| 13.ª etapa | 11 de junio | Pereira - Riosucio       | 160                | Pacho Rodríguez          | Alfonso Flórez Ortiz |                    |
| 14.ª etapa | 12 de junio | Riosucio - Medellín      | 160                | Luis Herrera             | Alfonso Flórez Ortiz |                    |

## Clasificaciones finales

### Clasificación general
Los diez primeros en la clasificación general final fueron:
| Clasificación general |                         |                                               |                  |
| Ciclista              | Ciclista                | Equipo                                        | Tiempo           |
| --------------------- | ----------------------- | --------------------------------------------- | ---------------- |
| 1.º                   | Alfonso Flórez Ortiz    | Varta Nacional A                              | 42 h 31 min 00 s |
| 2.º                   | Luis Herrera            | Leche La Gran Vía-Isla San Pedro de Aquitania | + 1 min 25 s     |
| 3.º                   | José Patrocinio Jiménez | Varta Nacional A                              | + 2 min 29 s     |
| 4.º                   | Edgar Corredor          | Varta Nacional A                              | + 4 min 34 s     |
| 5.º                   | José Alfonso López      | Varta Nacional A                              | + 4 min 58 s     |
| 6.º                   | Samuel Cabrera          | Varta Nacional A                              | + 5 min 34 s     |
| 7.º                   | Rogelio Arango          | Canada Dry A                                  | + 6 min 49 s     |
| 8.º                   | Israel Corredor         | Leche La Gran Vía-Isla San Pedro de Aquitania | + 8 min 13 s     |
| 9.º                   | Abelardo Ríos           | Varta Nacional B                              | + 9 min 45 s     |
| 10.º                  | Rafael Tolosa           | Varta Nacional B                              | + 11 min 59 s    |

### Clasificación de la montaña
| Clasificación de la montaña |                         |                                               |        |
| Ciclista                    | Ciclista                | Equipo                                        | Puntos |
| --------------------------- | ----------------------- | --------------------------------------------- | ------ |
| 1.º                         | Luis Alberto Herrera    | Leche La Gran Vía-Isla San Pedro de Aquitania | 48     |
| 2.º                         | José Patrocinio Jiménez | Varta Nacional A                              | 27     |
| 3.º                         | Fabio Acevedo           | Varta Caldas                                  | 23     |

### Clasificación de las metas volantes
| Clasificación de las metas volantes |                     |                                           |        |
| Ciclista                            | Ciclista            | Equipo                                    | Puntos |
| ----------------------------------- | ------------------- | ----------------------------------------- | ------ |
| 1.º                                 | Oliverio Cárdenas   | Ahorros Banco de Colombia                 | 51     |
| 2.º                                 | Fabio Acevedo       | Varta Caldas                              | 28     |
| 3.º                                 | Lino Casas Buitrago | Lotería de Boyacá-Mixto Banco de Colombia | 19     |

### Clasificación de la regularidad
| Clasificación de la regularidad |                         |                                               |        |
| Ciclista                        | Ciclista                | Equipo                                        | Puntos |
| ------------------------------- | ----------------------- | --------------------------------------------- | ------ |
| 1.º                             | Luis Alberto Herrera    | Leche La Gran Vía-Isla San Pedro de Aquitania | 60     |
| 2.º                             | Alfonso Flórez Ortiz    | Varta Nacional A                              | 50     |
| 3.º                             | José Patrocinio Jiménez | Varta Nacional A                              | 46     |

### Clasificación de los novatos
| Clasificación de los novatos |                          |                              |                  |
| Ciclista                     | Ciclista                 | Equipo                       | Tiempo           |
| ---------------------------- | ------------------------ | ---------------------------- | ---------------- |
| 1.º                          | Germán Antonio Castillo  | Canada Dry B                 | 42 h 53 min 11 s |
| 2.º                          | Alirio Chizabas          | Industrias Gudy-Cundinamarca | + 4 min 33 s     |
| 3.º                          | Francisco Javier Giraldo | Canada Dry B                 | + 5 min 42 s     |

### Clasificación por equipos
| Clasificación por equipos |                                               |                   |
| Equipo                    | Equipo                                        | Tiempo            |
| ------------------------- | --------------------------------------------- | ----------------- |
| 1.º                       | Varta Nacional A                              | 131 h 42 min 14 s |
| 2.º                       | Canada Dry A                                  | + 21 min 11 s     |
| 3.º                       | Leche La Gran Vía-Isla San Pedro de Aquitania | + 27 min 02 s     |